# Grote Prijs Raf Jonckheere 1986
De 36e editie van de Belgische wielerwedstrijd Grote Prijs Raf Jonckheere werd verreden op 28 juli 1986. De start en finish vonden plaats in Westrozebeke. De winnaar was Marc Van Geel, gevolgd door Jesper Skibby en Eddy Vanhaerens.

## Uitslag
| Grote Prijs Raf Jonckheere 1986 |                 |                       |      |
| Plaats                          | Naam            | Ploeg                 | Tijd |
| Winnaar                         | Marc Van Geel   | TeVe Blad-Eddy Merckx |      |
| 2                               | Jesper Skibby   | Roland-Van de Ven     |      |
| 3                               | Eddy Vanhaerens | Fangio-ADR            |      |

1951 · 1952 · 1953 · 1954 · 1955 · 1956 · 1957 · 1958 · 1959 · 1960 · 1961 · 1962 · 1963 · 1964 · 1965 · 1966 · 1967 · 1968 · 1969 · 1970 · 1971 · 1972 · 1973 · 1974 · 1975 · 1976 · 1977 · 1978 · 1979 · 1980 · 1981 · 1982 · 1983 · 1984 · 1985 · 1986 · 1987 · 1988 · 1989 · 1990 · 1991 · 1992 · 1993 · 1994 · 1995 · 1996 · 1997 · 1998 · 1999 · 2000 · 2001 · 2002 · 2003 · 2004 · 2005 · 2006 · 2007 · 2008 · 2009 · 2010 · 2011 · 2012 · 2013 · 2014 · 2015 · 2016 · 2017 · 2018 · 2019 · 2020 · 2021 · 2022